# 特鲁瓦市政厅

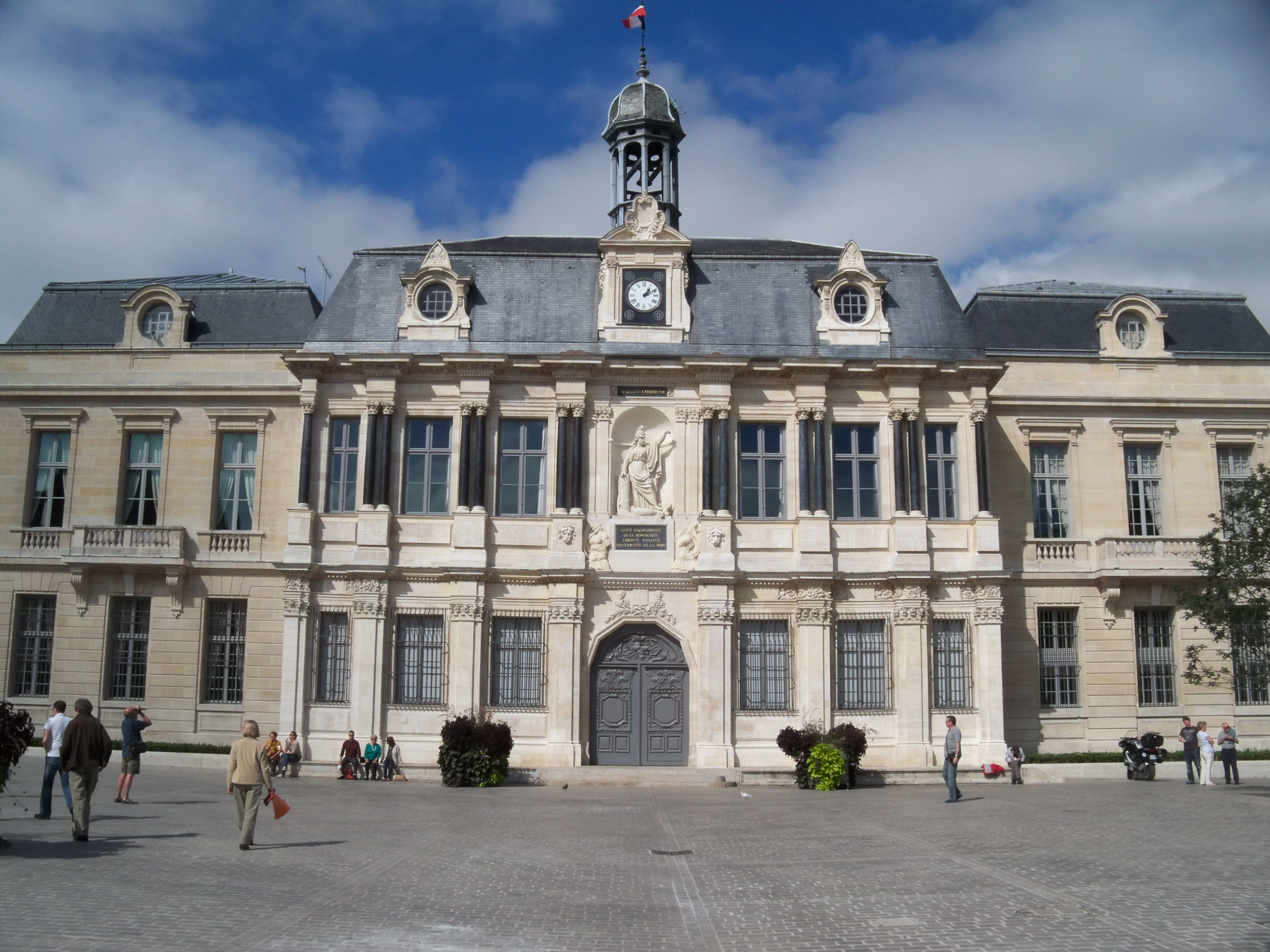

特鲁瓦市政厅（Hôtel de ville de Troyes）位于法国大东部大区奥布省特鲁瓦，是自1776年以来市政机构的所在地。

## 历史
这座市政厅为路易十三风格，建于1624年至1672年之间。1624年，在国王批准后，根据巴黎建筑师路易·诺布莱特（Louis Noblet）的设计，开始建造，但由于缺乏资金，很快停工。1670年由皮埃尔·科塔德（Pierre Cottard）接手，1672年完成。科塔德保留了诺布莱特的立面设计，根据要求缩小了建筑规模，但建造了一个带阁楼的梦莎式屋顶。1687年，当地艺术家弗朗索瓦•米格诺（François Mignot）在立面的壁龛雕刻了一尊路易十四践踏代表异端的九头蛇的雕像。1793年雕像被摧毁，1795年另外雕刻了一尊代表自由的雕像，践踏代表制主义的九头蛇，身体倾斜，头戴一顶弗里吉亚无边便帽。这尊雕像在拿破仑统治下被拆除。取而代之的是一尊密涅瓦雕像，罕见地保留了革命时期的口号：“共和国统一不可分割 - 自由、平等、博爱或死亡”。。1932年列为法国历史遗迹。这座建筑被关闭，直到肉铺大厅（halles aux bouchers）被夷为平地。市政厅的大厅由Voyer Gauthier设计。

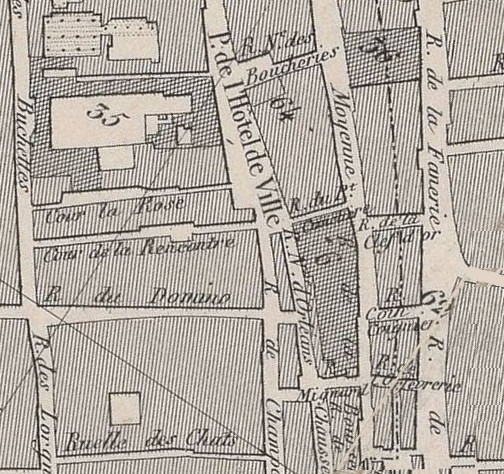
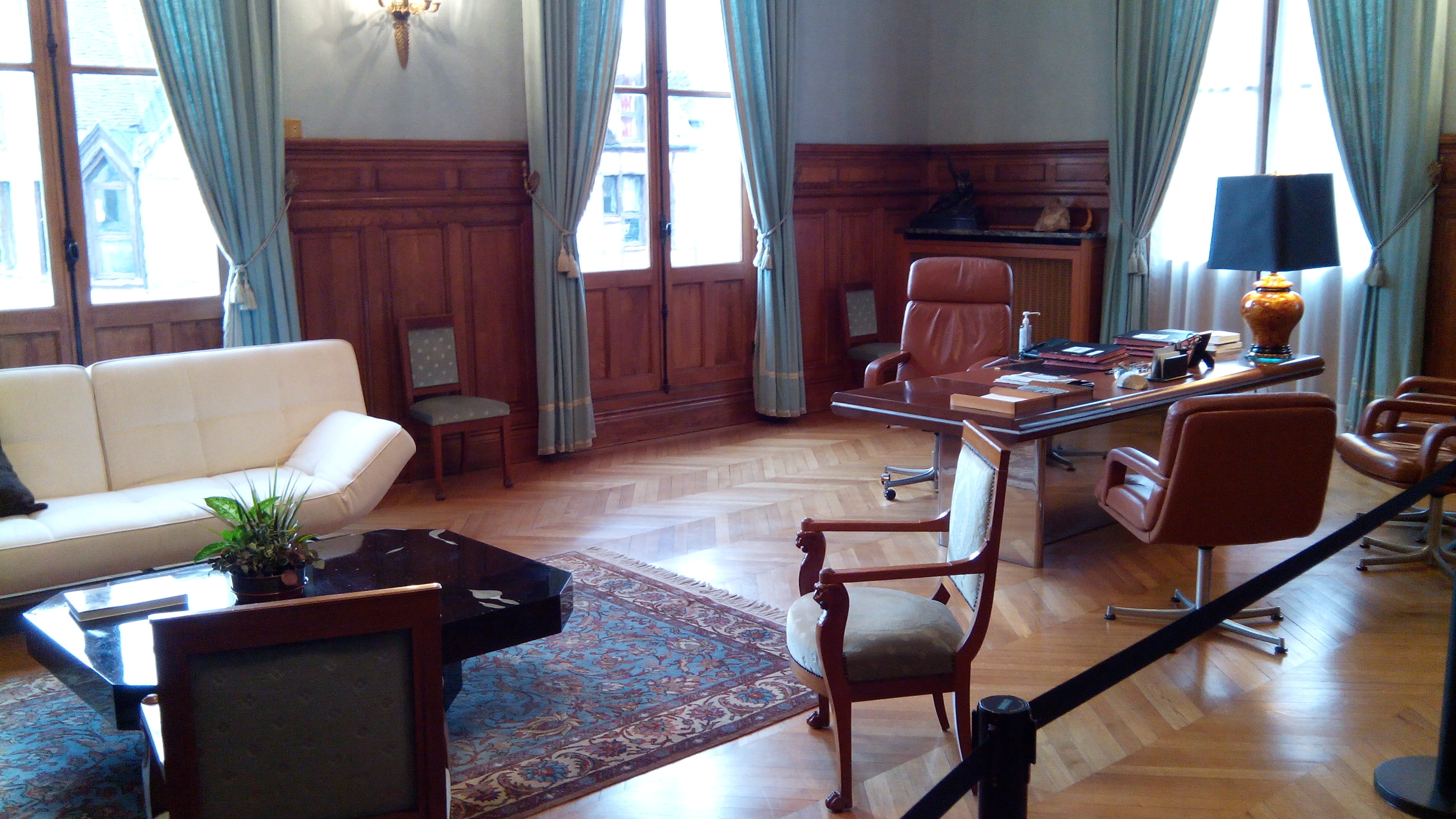
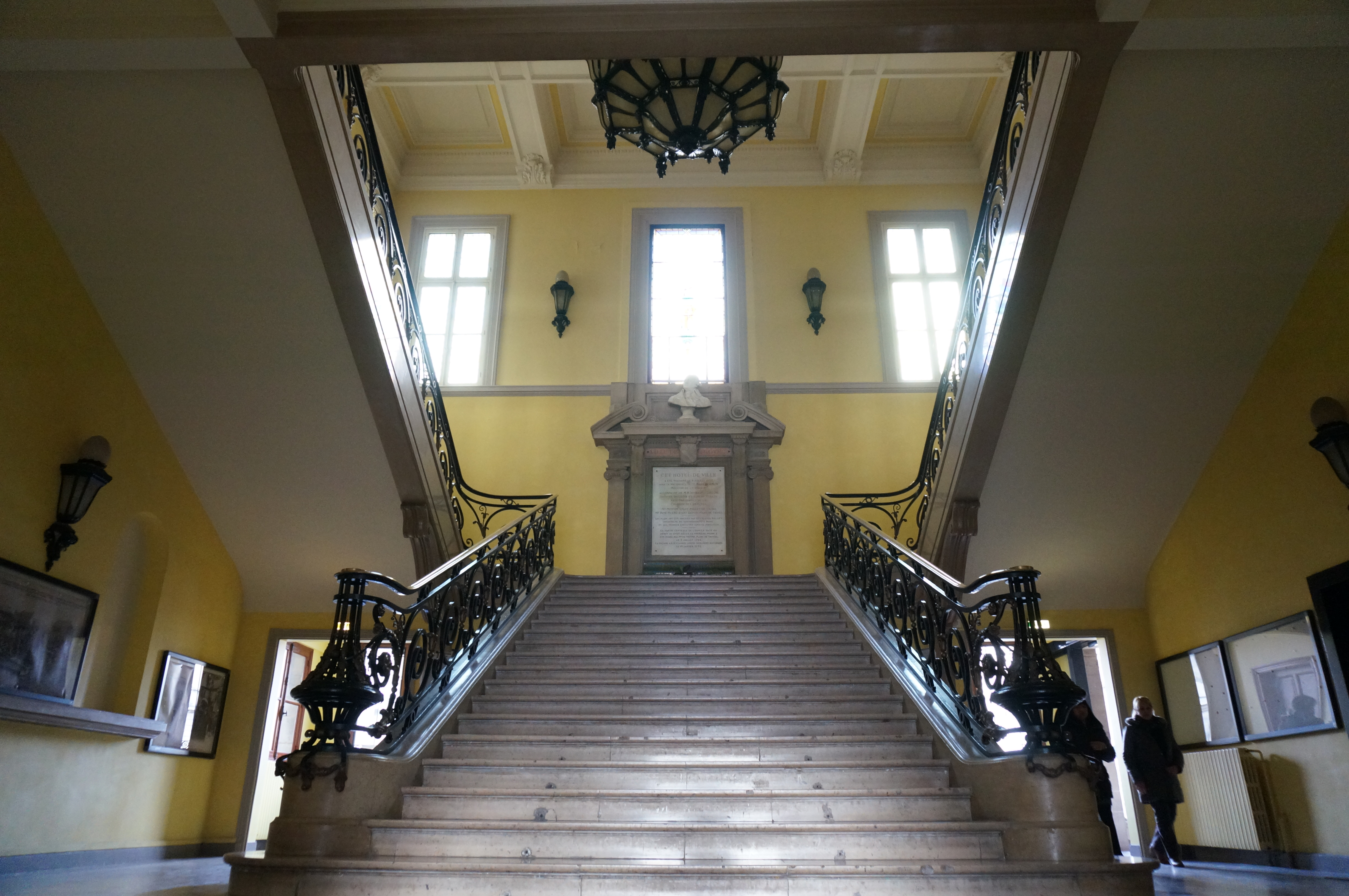

## 建筑
该建筑为U形平面，位于克劳德休兹街（rue Claude Huez），主立面在亚历山大·以色列街（rue Alexandre Israël）。

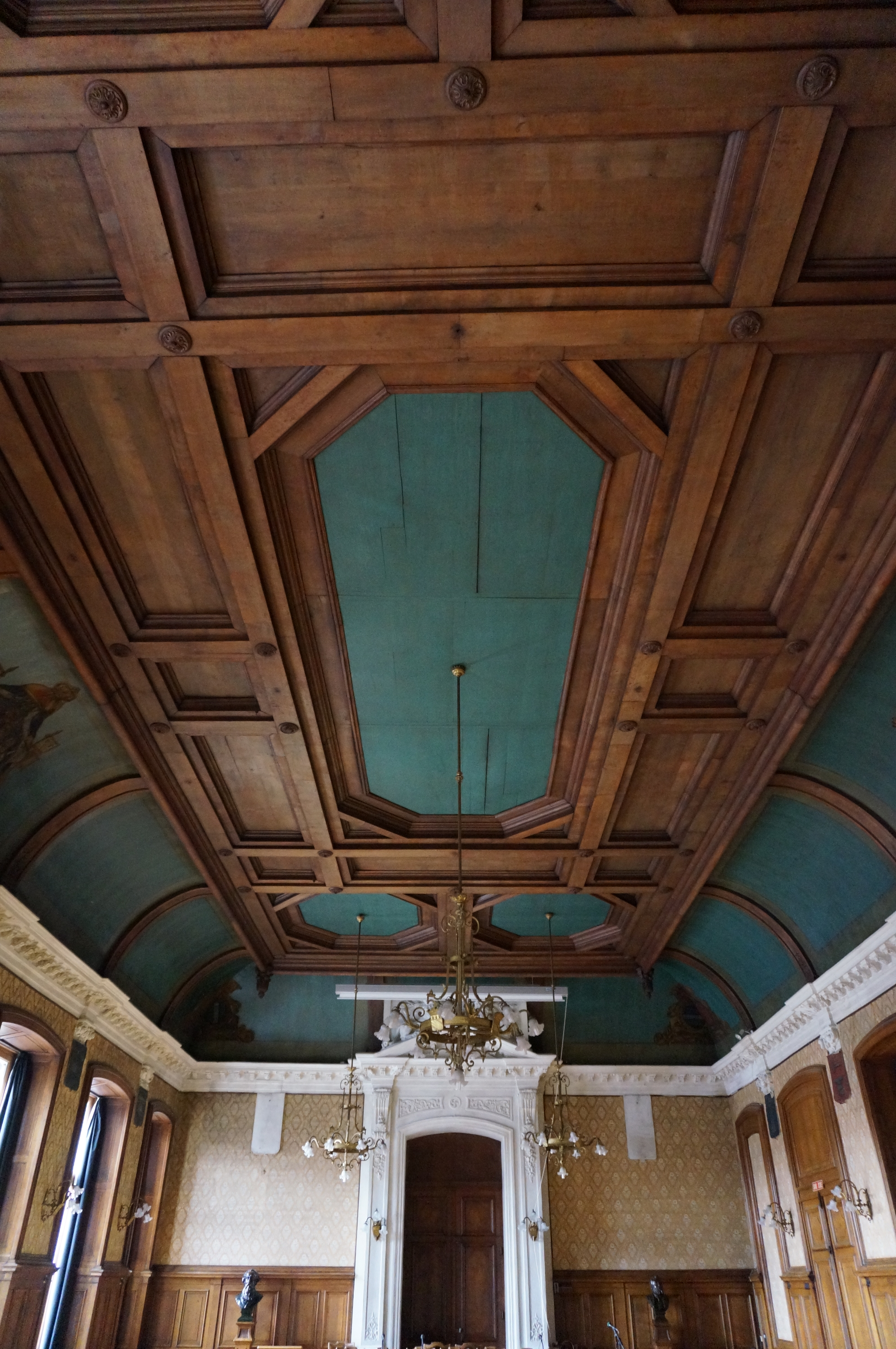
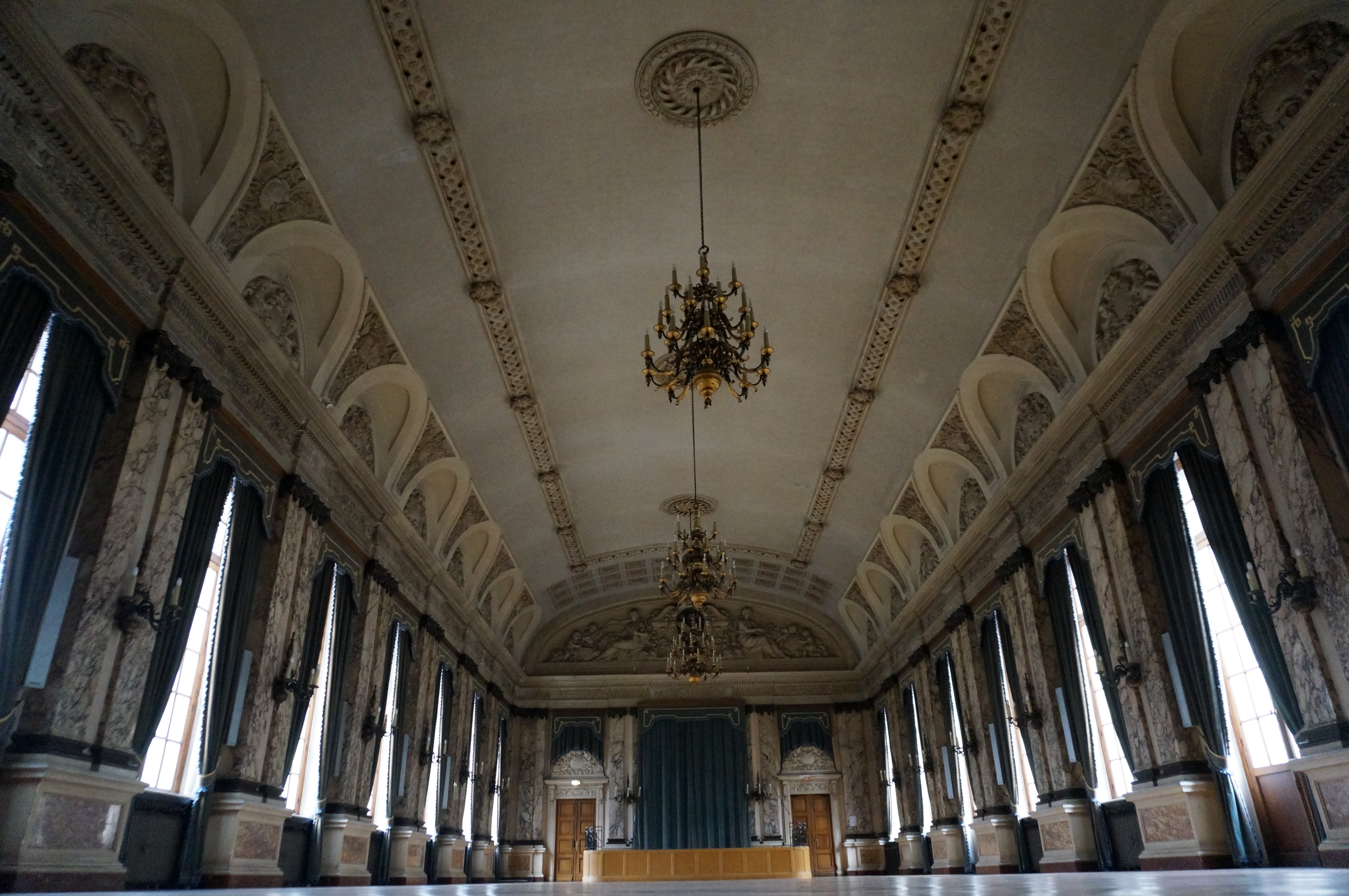
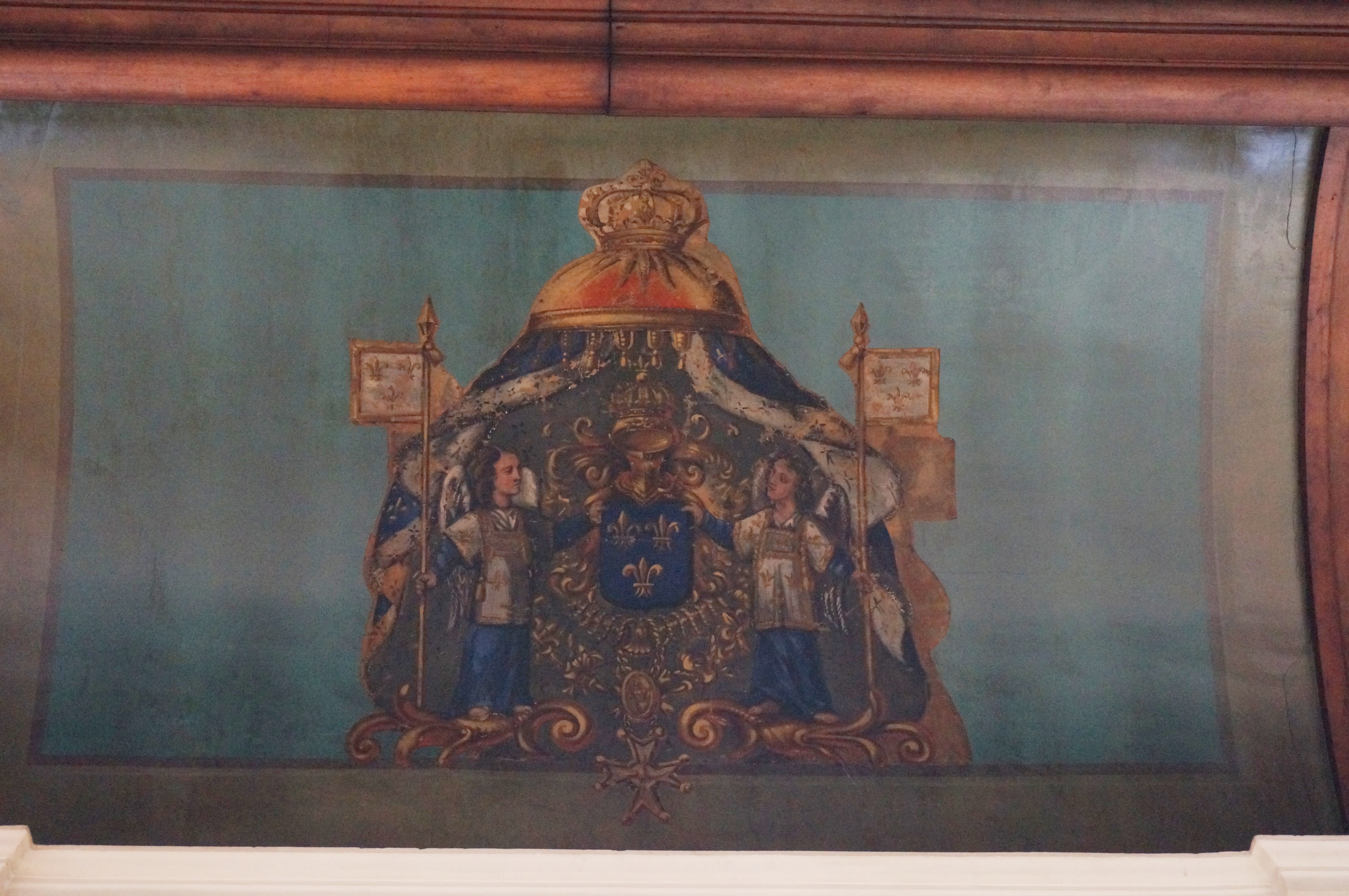